# Riúmxine
Riúmxine (en (ucraïnès): Рюмшине, en rus: Рюмшино, Riúmxino) és un poble de la República Autònoma de Crimea a Ucraïna, que el 2014 tenia 136 habitants. Pertany al districte rural de Djankoi.